# Francisco Vázquez de Coronado
Francisco Vázquez (o Vásquez) de Coronado y Luján (Salamanca, 1510 – Ciutat de Mèxic, 22 de setembre de 1554) va ser un conqueridor espanyol que visità Nou Mèxic i altres parts de l'actual sud-oest dels Estats Units entre 1540 i 1542 i que va intentar conquerir les mítiques Set Ciutats d'Or.

## Joventut
Coronado va néixer dins una família noble de Salamanca el 1510, sent el segon fill de Juan Vázquez de Coronado i d'Isabel de Luján. Juan Vázquez va ocupar diversos càrrecs en l'administració del recentment capturat Emirat de Granada sota el govern d'Iñigo López de Mendoza, el primer governador espanyol.

## Arribada a Amèrica
Vázquez de Coronado va arribar a Nova Espanya el 1535, quan tenia uns 25 anys, junt amb el primer virrei, Antonio de Mendoza. A Mèxic es va casar amb Beatriz de Estrada, anomenada la Santa, germana de Leonor de Estrada, avantpassada de la família Alvarado i filla del tresorer i governador Alonso de Estrada y Hidalgo, Senyor de Picón, i Marina Flores Gutiérrez. Coronado heretà una gran finca mexicana de Beatriz, alhora que tingué vuit fills amb ella.

## L'expedició

### Antecedents
El 1528 l'expedició encapçalada per Pánfilo de Narváez va naufragar a les costes de la Florida. Sols hi hagué quatre supervivents, que van travessar a peu i durant vuit anys el sud-oest dels actuals Estats Units i nord de Mèxic fins a arribar a Culiacán, Sinaloa, on van trobar una vila espanyola. D'aquesta expedició, Álvar Núñez Cabeza de Vaca va escriure una narració titulada Naufragios y comentarios. Hi descriu les seves aventures i les dels seus tres companys: Alonso del Castillo Maldonado, Andrés Dorantes de Carranza i un esclau anomenat Estebanico, el primer africà del qual es té constància que trepitgés el que avui són els Estats Units d'Amèrica.
Amb aquests antecedents va ser enviat el frare Marcos de Niça en un viatge exploratori del qual va tornar parlant de les riqueses de les Set Ciutats d'Or anomenades Cíbola, de les quals havia sentit parlar en el seu viatge. Això va despertar l'interès de Coronado, que va decidir partir a la recerca d'aquesta mítica ciutat.

### Preparació i primeres passes de l'expedició

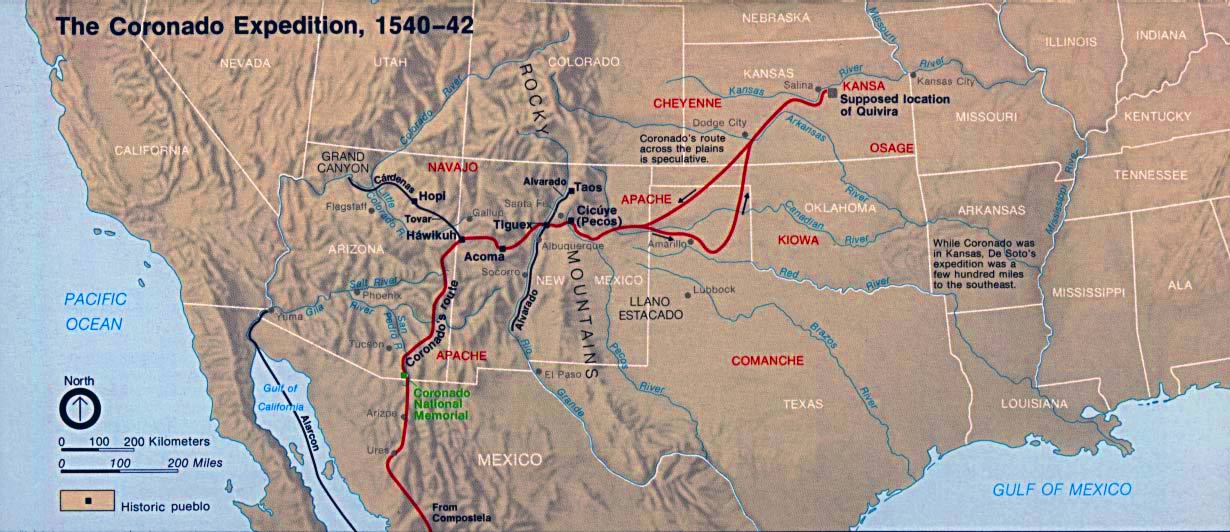
L'expedició de Coronado 1540–1542

Coronado dividí l'expedició en dos grups. Un grup portà la major part dels subministraments de l'expedició i va viatjar pel riu Guadalupe, sota la direcció d'Hernando de Alvarado. L'altre grup, encapçalat per García López de Cárdenas, va viatjar per terra seguint el camí que Fra Marcos de Niça havia utilitzat. Coronado i el virrei Antonio de Mendoza van invertir grans quantitats de diners propis per tal d'organitzar l'expedició, amb l'objectiu de trobar les set ciutats d'or, empenyorarant béns de la seva esposa i manllevant 70.000 pesos més.
Durant la tardor de 1539 el virrei Mendoza va ordenar a Melchor Díaz, comandant de San Miguel de Culiacán, que investigués les troballes de Marcos de Niça. Díaz va sortir cap a Cíbola el 17 de novembre de 1539 amb quinze genets. A les ruïnes de Chichilticalli va fer mitja volta a causa de la neus i vents ferotges que els afectaven. Díaz va trobar Coronado abans que aquest sortís de San Miguel de Culiacán i va informar que les investigacions inicials sobre l'informe de Marcos de Niça refutaven l'existència d'una terra generosa. L'informe de Díaz fou lliurat al virrei Mendoza el 20 de març de 1540.
Coronado va partir de Compostela, Nayarit, el 23 de febrer de 1540, al capdavant d'una gran expedició composta per uns 400 europeus armats, majoritàriament espanyols, entre 1.300 i 2.000 aliats indígenes mexicans, quatre frares franciscans, el més notable dels quals era Juan de Padilla, i diversos esclaus, tant nadius com africans. També viatjaren amb ells nombrosos familiars i servents.
Seguiren la costa cap al nord de Sinaloa, mantenint el mar de Cortés a la seva esquerra fins a arribar a l'assentament espanyol més septentrional, San Miguel de Culiacán, el 28 març de 1540. Allà van descansar abans d'iniciar la caminada cap a l'interior el 22 d'abril de 1540. A banda de l'informe de Melchor Díaz sobre les troballes de Fra Marcos de Niça, Coronado es va adonar que el terreny pel qual transitaven no seria capaç de donar prou farratge i aliments per a la gran quantitat de soldats i animals que hi havia, per la qual cosa va decidir dividir la gran expedició en grups petits que partirien a intervals diferents perquè les terres de pastures i els pous d'aigua al llarg del camí tinguessin temps per recuperar-se. Al mateix temps va establir campaments i guarnicions militars al llarg de tota la ruta per tal de mantenir-la oberta als subministraments. Coronado va encapçalar el primer dels grups que van iniciar la ruta, format bàsicament per genets i soldats que van poder viatjar ràpidament, mentre que el gruix de l'expedició ho faria posteriorment.
Després de partir de Culiacán el 22 d'abril, Coronado va seguir la costa per tot seguit endinsar-se a la vall del riu Sinaloa, la qual va haver de seguir fins a trobar un pas a través de les muntanyes que el va dur al riu Yaquimi. Va anar seguint a una certa distància aquest riu, per tot seguit dirigir-se al riu Sonora, el qual va ser seguit gairebé fins al seu origen abans de descobrir un pas. Pel vessant sud de les muntanyes va trobar un rierol corrent que va anomenar Nexpa, que podria ser el Santa Cruz o Pedro dels mapes actuals. El grup va seguir per la vall del riu fins a arribar a l'entrada del desert, on, com Fra Marc havia descrit van trobar Chichilticalli. Chichilticalli es troba al sud d'Arizona a Sulphur Springs Valley. Allà van tenir una gran decepció. Cíbola no era la gran ciutat d'or com havia descrit Marcos, sinó un simple poble construït pels indis Zuni. Els soldats estaven molestos amb Marcos per la seva imaginació, de manera que Coronado els envià de tornada a Mèxic.

### La conquesta de Cíbola
Coronado va viatjar cap al nord seguint l'actual línia divisòria entre els estats d'Arizona i Nou Mèxic, i des del naixement del Little Colorado va continuar fins a arribar al riu Zuni, el qual va seguir fins a trobar els indis zuni. En arribar-hi els expedicionaris estaven quasi morts de gana i van exigir poder entrar al poble de Hawikuh. Els indis no van permetre l'entrada a Coronado i els seus al poble. La reacció de Coronado fou atacar els zuni. Aquesta escaramussa fou anomenada per la historiografia castellana com a "Conquesta de Cíbola". Durant la batalla Coronado va ser ferit. Posteriorment l'expedició es va allotjar entre els zuni i es van enviar diverses expedicions d'exploració.
La primera d'aquestes expedicions d'exploració va ser dirigida per Pedro de Tovar i es va dirigir cap al nord-oest, fins a les aldees hopis, les quals són registradres com a Tusayan. En arribar-hi, un cop més, fou negada l'entrada al poble als espanyols, i novament van recórrer a l'ús de la força per entrar-hi. Materialment la regió Hopi era tan pobre com la Zuni quant als metalls preciosos Coronado buscava, però allà els espanyols van saber que existia un gran riu (el Colorado) més a l'oest.
Coronado va enviar una altra expedició d'exploració, dirigida aquesta vegada per García López de Cárdenas per trobar el riu Colorado. Aquesta expedició va tornar a territori Hopi per adquirir els exploradors i els subministraments. Els membres d'aquesta expedició van arribar fins al Gran Canyó i el riu Colorado; van ser els primers europeus a fer-ho.
Després d'intentar, i no aconseguir-ho, baixar al Gran Canyó per arribar al riu que hi havia al fons, l'expedició va informar que el riu no es podria fer servir per enllaçar amb els vaixells de subministrament d'Hernando de Alarcón. Després d'això, el cos principal de l'expedició va iniciar el seu viatge cap al següent centre poblat de pueblos, tot seguint el rio Bravo.

### L'exploració del riu Colorado
Tres dels caps de l'expedició de Coronado van aconseguir arribar fins al riu Colorado. El primer a fer-ho va ser Hernando de Alarcón, seguit per Melchor Díaz i finalment Don García López de Cárdenas. La flota d'Alarcón era l'encarregada de portar els subministraments i establir contacte amb el cos principal de l'expedició de Coronado, però no va poder fer-ho per la gran distància que els separava de Cibola. Va viatjar pel riu Colorado aigües amunt fins que el riu va entrar a la meitat inferior del Gran Canyó. En aquesta exploració es van dur alguns subministraments per a Coronado, però finalment foren enterrats amb una nota dins una ampolla. Coronado envià des de Cibola a Melchor Díaz per fer-se càrrec del campament de Corazones, a Sonora, i establir contacte amb la flota. Poc després d'arribar-hi es va dirigir per terra, en direcció nord / nord-oest fins a la confluència del riu Colorado amb el Gila. Allà els indis locals van informar-lo que els homes d'Alarcón havien enterrat subministraments amb una nota. Els subministraments foren recuperats i la nota els deia que els homes d'Alarcón havien remat riu amunt fins on havien pogut buscant en va l'expedició de Coronado, que s'havien donat per vençuts i havien decidit tornar al punt de partida. Díaz va nomenar el riu "Firebrand (Tison) River", perquè els indígenes utilitzaven torxes per mantenir-lo calent a l'hivern. Díaz va morir en el viatge de tornada cap al campament de la vall dels Corazones. Don García López de Cárdenas va veure el riu Colorado des de la part sud del Gran Canyó mentre buscava una ruta que el connectés amb la flota d'Alarcón.

### La guerra Tiguex
Hernando de Alvarado va ser enviat cap a l'est, on va trobar diversos pobles al voltant del rio Bravo. Junt a Coronado hi van passar l'hivern de 1540 a 1541. Allà s'enfrontaren a aquests pobles, en el que es coneix com a Guerra Tiguex i que provocà la destrucció dels pobles tiguex, amb centenars de morts entre els indígenes.

### La recerca de Quivira
D'un indi anomenat "el Turc" Coronado va saber de l'existència d'una rica civilització anomenada Quivira cap al nord-oest. La primavera de 1541 va marxar amb l'exèrcit, els sacerdots i els aliats indis cap a les Grans Planes a la recerca de Quivira. El Turc, probablement un wichita o pawnee, sembla que tenia com a intenció que Coronado es perdés i no arribés a l'indret desitjat.
Amb el Turc com a guia, Coronado i el seu exèrcit van creuar la gran plana, sense cap mena de punt de referència, que anomenaren Llano Estacado, passant per les actuals comunitats de Hereford i Canadian. Els espanyols estaven impressionats pel Pla. "El país que ells [els búfals] recorrien era tan suau que si un mirava el cel es podia veure entre les seves cames." Homes i cavalls es va perdre a la plana monòtona i Coronado sentia com si hagués estat empassat pel mar.
Al Llano, Coronado va trobar grans ramats de bisons, el búfal americà. "He trobat tal quantitat de vaques ... que és impossible enumerar, perquè mentre jo estava viatjant a través d'aquestes planes ... no hi va haver dia en què les perdés de vista".
Coronado va trobar un assentament d'uns indis anomenats querechos. Els Querechos no quedaren impressionats en veure els espanyols, les seves armes i els seus "gossos grans" (els cavalls). "No van fer res d'inusual quan van veure el nostre exèrcit, excepte sortir de les seves tendes per mirar-nos, després de les quals cosa van parlar amb el guia i van preguntar qui érem". Coronado els va descriure com a nòmades que seguien els ramats de búfals per les planes. Els querechos eren nombrosos, ja que els cronistes esmenten un assentament de 200 tipis, cosa que suposava més de mil persones vivint juntes almenys una part de l'any. Els entesos coincideixen que eren indis apatxes.
Coronado va deixar als Querechos enrere, continuant cap al sud-est, seguint la direcció que el Turc li indicava. Ben aviat es va trobar amb un altre grup d'indis, els teyas, enemics del querechos. Com els querechos eren nombrosos i també caçaven búfals, tot i que comptaven amb recursos addicionals. Els canyons on vivien tenien arbres i rierols, dels quals n'obtenien aliment. Els espanyols van destacar la presència de mores, roses, raïm, nous i prunes. En les converses amb els teyas Coronado tingué coneixement del contacte que tingueren, anys enrere, amb altres europeus, possiblement Álvar Núñez Cabeza de Vaca i els tres homes que l'acompanyaren a través del sud de Texas.
Els estudiosos difereixen a l'hora de determinar a quin grup ètnic pertanyien els Teyas. Alguns creuen que parlaven llengües caddo i els relacionen amb els Wichita. El punt de trobada també ha estat objecte de debat, però el possible descobriment d'un campament de Coronado sembla haver aclarit el cas. El 1993 Jimmy Owens va trobar puntes de ballesta a Blanco Canyon, prop de Floydada. Posteriorment els arqueòlegs van trobar-hi fragments de ceràmica, més de quaranta puntes de ballesta i dotzenes de claus de ferradura de fabricació espanyola, a més d'un full de pedra d'estil mexicà. Aquesta troballa reforça l'evidència que Coronado va trobar els Teyas en Blanc Canyon.
Els Teyas informaren a Coronado que anaven en direcció equivocada, i que Quivira es trobava al nord. En aquest moment, Coronado sembla haver perdut la confiança en trobar la fortuna, ja que va enviar bona part de l'expedició de tornada a Nou Mèxic i va continuar amb només quaranta soldats espanyols, sacerdots i un nombre desconegut de soldats indis, servents i guies, dedicant-se a fer un reconeixement més que no pas a una missió de conquesta.
Després de més de trenta dies de viatge, Coronado va trobar un gran riu, l'Arkansas, probablement prop de l'actual Dodge City (Kansas). Els espanyols i els seus aliats indígenes van seguir l'Arkansas cap al nord-est durant tres dies i van trobar quivirans caçant búfals. Els indis van rebre els espanyols amb sorpresa i temor, però es van calmar quan els guies de Coronado se'ls dirigiren en el seu idioma.
Pocs dies després Coronado va arribar a Quivira. Els quivirans eren gent senzilla, en què tant homes com dones anaven gairebé nuus. Coronado va quedar impressionat amb la corpulència dels indis, i després de 25 dies d'estada entre ells es va adonar que no tenien riqueses, que vivien en cases amb sostre de palla i que conreaven blat de moro, mongetes i carabasses. Un penjoll de coure fou l'única prova de riquesa que va descobrir. Amb tota seguretat els quivirans eren avantpassats dels wichita.
Coronado va ser escortat fins al límit de les terres dels quivira, on començaven les terres veïnes dels Harahey. Allà es trobà amb el "Senyor d'Harahey" i 200 indis, però quedà decebut en veure que els harahey anaven completament nuus. No eren els rics indis que Coronado buscava. Desil·lusionat va decidir tornar cap a Nou Mèxic.

### Final de l'expedició
Coronado va tornar cap a Nou Mèxic des de Quivira, quedant greument ferit en caure del cavall, probablement el març de 1542. Coronado va iniciar el viatge de tornada a principis d'abril de 1542, deixant rere seu dos frares.

## Darrers anys
La seva expedició havia estat un fracàs. Tot i que continuaria com a governador de Nova Galícia fins al 1544, l'expedició va obligar-lo a declarar-se en fallida i va donar lloc a acusacions de crims de guerra. Coronado va romandre a ciutat de Mèxic, on va morir d'una malaltia infecciosa el 21 de juliol de 1554.